# 德龙省
德龙省（法語：Drôme，法語發音：[dʁom] ⓘ）是法國奥弗涅-罗讷-阿尔卑斯大区所轄的省份，得名于德龙河。該省編號為26。